# ゴタルゼス2世
ゴタルゼス2世（Gotarzes II、? - 51年、在位：西暦38年頃 - 51年）は、アルサケス朝パルティアの王。彼の父親とされるギューの出自は明らかではないが、王族であると考えられている。

## 来歴
ギューの息子として生まれた。アルタバヌス2世が死去すると、その息子達を殺害してパルティア王を名乗った。しかし、アルタバヌス2世の息子の一人ヴァルダネス1世は逃亡に成功しており、40年には反ゴタルゼス2世の軍事活動を起こした。ゴタルゼス2世は敗れて東方へ逃れ、ヒルカニアに入った。そこでダハェの支持を受けて勢力を回復し、パルティア東部に勢力を拡張した。これを受けてヴァルダネス1世も東方遠征を行ったが、はっきりした決着が付かないまま一時講和が結ばれた。43年に再び戦端が開かれたが、ゴタルゼス2世はヴァルダネス1世に敗北して勢力を大幅に減退した。こうしてヴァルダネス1世がパルティアの大部をその支配下に納めたが、47年にヴァルダネス1世は暗殺され、ゴタルゼス2世が単独のパルティア王となった。
しかし、直ちに新たな反乱が発生した。ゴタルゼス2世に反対したカーレーン氏族を中心とする貴族達が、ローマに送られていたかつてのパルティア王ヴォノネス1世の息子メヘルダテスを擁立したのである。メヘルダテスはローマの支援も受けてパルティア領に侵攻した。ゴタルゼス2世はこれを迎撃し、メヘルダテスを捕らえることに成功した。メヘルダテスは両耳を削ぎ落とされたという。
その後間もなくゴタルゼス2世は病気に侵され死去した。彼の死後、従属王国の一つメディアの王であった兄弟のヴォノネス2世が即位した。